# تيسون سميث
تيسون سميث (بالإنجليزية: Tyson Smith)‏ هو لاعب كرة قدم أمريكية أمريكي، ولد في 9 أكتوبر 1981 في ويست دي موينز في الولايات المتحدة.

## وصلات خارجية
- تيسون سميث على موقع مرجع كرة القدم المحترفة.كوم (الإنجليزية)
- تيسون سميث على موقع JustSportsStats.com (الإنجليزية)